# Cinetorhynchus hendersoni
Cinetorhynchus hendersoni is een garnalensoort uit de familie van de Rhynchocinetidae. De wetenschappelijke naam van de soort is voor het eerst geldig gepubliceerd in 1925 door Kemp.